# 선은혜
선은혜(1985년 6월 17일 ~ )는 대한민국의 성우이다. 2011년 KBS 36기로 입사했으며 한국방송 성우극회 소속. 배우자는 온미디어 2기 성우 최재호이다.

## 주요 출연작품

### 방송 프로그램
- KBS 2TV 생방송 아침이 좋다 - 15.10.19 ~ 2016.4.22 (패널로 활약)
- KBS 2RADIO 매일그대와 최수종입니다 - 17.05.29 ~ 2017.08.14~ (월요일 고정 게스트)
- kbs 한민족방송 '전통으로 소리길로' -17.10.25 ~ 2018.05.02일

### 내레이션
- 조정래 장편소설 '정글만리' - 해설 - 2013
- KBS 파노라마-러시아 한인 이주150년 3부작,카레이츠150 제3부 Odyssey 기나긴 여정 - 2014.08.29
- MBN 스페셜 다큐 건강한 집, 세계의 에코하우스 - 전편 해설 _2017

### 애니메이션
- 미래전사 씨어 (투니버스) - 2013
- 프리티 리듬 오로라 드림 (카툰네트워크) - 미온 / 베어치 - 2013
- 리틀프린세스 소피아 - 루신다 外..  -  2014~2015
- 검정고무신 (KBS) - 성철(4기) - 2015
- THE DEEP - 폰테인 (넷플릭스)
- LEGO ELVES - 소피 (넷플릭스)
- Tumble Leaf - 헤지 (아마존)

### 애니메이션 영화
- 헌터X헌터 극장판 비색의 환영 - 마치 - 2013
- 에코 플래닛 3D: 지구 구출 특급 대작전 - 노바 - 2013
- 피부색깔=꿀색 (Approved for Adoption, 2012) - 어린 세드릭 - 2014
- 레고 무비 - 원더우먼 - 2014
- The  Snowy Day - Peter역   _2017.10.18(아마존)

### 외화
- 초한지 (KBS) - 척 부인 (유우흔) - 2013
- 마이 걸 (KBS) - 잭 (재커리 맥르모어) / 수잔 세네트 (글렌다 시즘) - 2013
- 송 포 유 (KBS) - 제니퍼 (올라 힐)  - 2014
- 꼬마 니콜라의 여름방학 - 이자벨 / 꼼므
- 5일의 마중 (KBS) - 단단 (장혜문)
- 닥터 포스터 (KBS) - 케이트(조디 코머)
- 더 컬렉션(KBS) - 니나(제나 티암)
- FULLER HOUSE - 롤라,맨코우스키,CJ,베키 (넷플릭스)
- Just Add Magic - 실버아주머니(아마존)

### 스팟
- 제51회 백상예술대상 멘트 - 2015.05.26
- JTBC 중앙멤버십 - 2015.8
- 2017 골든디스크 시상식 멘트 - 2017.03.13 ~14
- 2017 케이블  방송 대상 생방송 멘트(KCTA) - 2017.03.10
- 2018 골든디스크 시상식 멘트 -2018.01.10~11

### 공연
- 장두이 레파토리 극단 연극 '초코와 파이' - 2015.21일~23일, 28일~30일
- 배리어프리 뮤직드라마 ‘가족로망스’ - 2016.11.15 , 25, 28